# Lijst van gemeenten in Hatay
Onderstaande lijst bevat alle gemeenten (2000) in de Turkse provincie Hatay.
| District   | Gemeente            |
| ---------- | ------------------- |
| Altınözü   | Altınkaya           |
| Altınözü   | Altınözü            |
| Altınözü   | Hacıpaşa            |
| Altınözü   | Yiğityolu           |
| Antakya    | Antakya (Antiochië) |
| Antakya    | Avsuyu              |
| Antakya    | Çekmece             |
| Antakya    | Dursunlu            |
| Antakya    | Ekinci              |
| Antakya    | Gümüşgöze           |
| Antakya    | Güzelburç           |
| Antakya    | Harbiye             |
| Antakya    | Karaali             |
| Antakya    | Karlısu             |
| Antakya    | Kuzeytepe           |
| Antakya    | Küçükdalyan         |
| Antakya    | Maşuklu             |
| Antakya    | Narlıca             |
| Antakya    | Odabaşı             |
| Antakya    | Ovakent             |
| Antakya    | Serinyol            |
| Antakya    | Subaşı              |
| Antakya    | Şenköy              |
| Antakya    | Toygarlı            |
| Antakya    | Turunçlu            |
| Antakya    | Yeşilpınar          |
| Belen      | Belen               |
| Dörtyol    | Altınçağ            |
| Dörtyol    | Dörtyol             |
| Dörtyol    | Karakese            |
| Dörtyol    | Kuzuculu            |
| Dörtyol    | Payas               |
| Dörtyol    | Yeniyurt            |
| Dörtyol    | Yeşilköy            |
| Erzin      | Erzin               |
| Hassa      | Akbez               |
| Hassa      | Aktepe              |
| Hassa      | Ardıçlı             |
| Hassa      | Hassa               |
| Hassa      | Küreci              |
| Hassa      | Söğüt               |
| İskenderun | Akçalı              |
| İskenderun | Arsuz               |
| İskenderun | Azganlık            |
| İskenderun | Bekbele             |
| İskenderun | Denizciler          |
| İskenderun | Gökmeydan           |
| İskenderun | Gözcüler            |
| İskenderun | İskenderun          |
| İskenderun | Karaağaç            |
| İskenderun | Karayılan           |
| İskenderun | Madenli             |
| İskenderun | Nardüzü             |
| İskenderun | Sarıseki            |
| İskenderun | Üçgüllük            |
| Kırıkhan   | Kırıkhan            |
| Kırıkhan   | Kurtlusoğuksu       |
| Kumlu      | Kumlu               |
| Reyhanlı   | Reyhanlı            |
| Samandağ   | Aknehir             |
| Samandağ   | Değirmenbaşı        |
| Samandağ   | Koyunoğlu           |
| Samandağ   | Kuşalanı            |
| Samandağ   | Mağaracık           |
| Samandağ   | Mızraklı            |
| Samandağ   | Samandağ            |
| Samandağ   | Sutaşı              |
| Samandağ   | Tavla               |
| Samandağ   | Tekebaşı            |
| Samandağ   | Tomruksuyu          |
| Samandağ   | Uzunbağ             |
| Samandağ   | Yaylıca             |
| Yayladağı  | Karaköse            |
| Yayladağı  | Kışlak              |
| Yayladağı  | Yayladağı           |
| Yayladağı  | Yeditepe            |